# Fernando Alegría
Fernando Alegría (Santiago de Chile, 26 de septiembre de 1918-Walnut Creek, California, 29 de octubre de 2005) fue un escritor, crítico literario y diplomático chileno.

## Biografía
Estudió en el Instituto Nacional General José Miguel Carrera. Se formó en letras en la Universidad de Chile y posteriormente se trasladó a los Estados Unidos, donde obtuvo un magisterio en la Universidad Estatal de Bowling Green y el doctorado en la Universidad de California en Berkeley en 1947. Ya entonces era un autor reconocido, sobre todo tras la publicación en 1943 de  Lautaro, joven Libertador de Arauco. Regresó luego a Chile, donde fue una figura central en los grupos de escritores nucleados en la Universidad de Concepción. El éxito masivo le llegó con Caballo de Copas (1957), novela que el filósofo y escritor español Fernando Savater consideró la mejor sobre carrera de caballos escrita en español.
Nuevamente afincado en los Estados Unidos, Alegría enseñó en Berkeley entre 1964 y 1967 y luego en la Universidad Stanford hasta su retiro en 1998. Fue agregado cultural del gobierno de Salvador Allende desde su elección hasta su derrocamiento por el Golpe de Estado capitaneado por Augusto Pinochet. Fue académico de número de la Academia Norteamericana de la Lengua Española y una de las figuras más destacadas en la introducción de la literatura latinoamericana en los Estados Unidos, donde su influencia fue enorme. Sus obras sobre historia de la literatura —La novela hispanoamericana del siglo XX (1967), Literatura chilena del siglo XX (1967), Literatura chilena contemporánea (1969), Literatura y revolución (1970), Literatura y praxis en América latina (1974)— se encuentran entre lo principal del género.
Se retiró en 1998, donando manuscritos y originales a la UCB. Falleció en su hogar de Walnut Creek el 29 de octubre de 2005.

## ¡Viva Chile M!..
¡Viva Chile M!.. es una obra poética y folclórica chilena que recoge uno de los gritos de victoria más usados en el país. Fue escrita por Fernando Alegría en 1965 y resume en la frase final de cada estrofa sentimientos de tipos muy distintos, relacionados con la naturaleza del país.

«Cuando alzado a medianoche nos sacude un terremoto
Cuando el mar saquea nuestras casas y se esconde entre los bosques,
Cuando Chile ya no puede estar seguro de sus mapas
Y cantamos como un gallo que ha de picar el sol en pedazos:
Digo con firmeza ¡Viva Chile mierda!»
Extracto

## Obras
- Recabarren, 1938

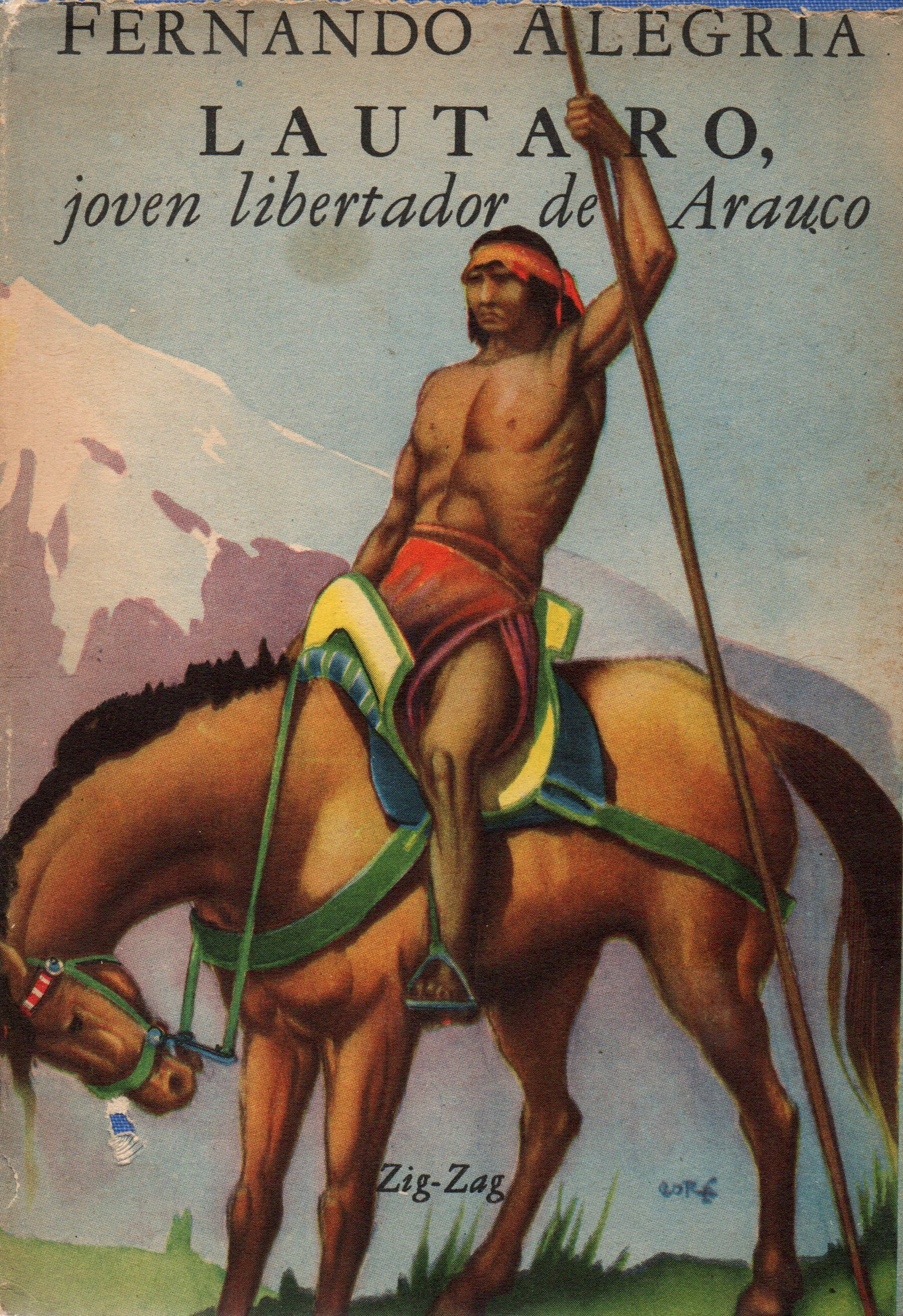
Portada de Lautaro, joven Libertador de Arauco (1943)

- Ideas estéticas de la poesía moderna, 1939
- Leyenda de la ciudad perdida, 1942
- Lautaro, joven Libertador de Arauco, 1944-1943
- Ensayos sobre cinco temas de Thoman Mann, 1949
- Camaleón, 1950
- La poesía chilena, 1954
- Walt Whitman en Hispanoamérica, 1954
- Amérika, amérika amérika, 1954
- El poeta que se volvió gusano, 1956
- Caballo de copas, 1957
- Breve historia de la novela hispano americana, 1959
- El cataclismo, 1957
- Las noches del cazador, 1961
- Las fronteras del realismo, 1962
- Gabriela Mistral, 1964
- Mañana los guerreros, 1964
- Novelistas contemporáneos hispanoamericanos, 1964
- Novelas que hablan, novelas que cantan, 1966
- La novela hispanoamericana del siglo XX, 1967
- Literatura chilena del siglo XX, 1967
- Como un árbol rojo, 1968
- Los días contados, 1968
- Darío y los comienzos del modernismo en Chile, 1968
- La maratón del palomo, 1968
- Los mejores cuentos de Fernando Alegría, 1968
- Literatura chilena contemporánea, 1969
- La venganza del general, 1969
- Literatura y revolución, 1970
- La prensa, 1973
- La ciudad arena, 1974
- Literatura y praxis en América latina, 1974
- Nueva historia de la novela hispanoamericana, 1974
- El paso de los gansos, 1975
- Relatos contemporáneos, 1979
- Coral de guerra, 1979
- Instrucciones para desnudar a la raza humana, 1979
- Una especie de memoria, 1983
- Cambio de siglo, 1984
- Los trapecios, 1985
- Antología personal, 1987
- Nos reconoce el tiempo y silba su tonada, 1987
- Allende, mi vecino, 1990
- Creadores en el mundo hispánico, 1990
- La rebelión de los placeres, 1990

### Discografía
- Las cuecas de Ángel Parra y Fernando Alegría, 1967 (con Ángel Parra)